# Le Samyn 2019
Pour la course féminine, voir Le Samyn des Dames 2019.
La 51e édition du Samyn a eu lieu le 5 mars 2019. La course fait partie du calendrier UCI Europe Tour 2019 en catégorie 1.1. Elle est remportée par le français Florian Sénéchal (Deceuninck-Quick Step), devant Aimé De Gendt et le tenant du titre Niki Terpstra.

## Équipes
Classé en catégorie 1.1 de l'UCI Europe Tour, le Samyn est par conséquent ouvert aux WorldTeams dans la limite de 50 % des équipes participantes, aux équipes continentales professionnelles, aux équipes continentales et aux équipes nationales.
Vingt-cinq équipes participent à ce Samyn - trois WorldTeams, douze équipes continentales professionnelles et dix équipes continentales :
| WorldTeams (3)- AG2R La Mondiale - Deceuninck-Quick Step - Lotto Soudal Équipes continentales professionnelles (12)- Direct Énergie - Androni Giocattoli-Sidermec - Arkéa-Samsic - Caja Rural-Seguros RGA - Cofidis, Solutions Crédits - Corendon-Circus - Israel Cycling Academy - Roompot-Charles - Sport Vlaanderen-Baloise - Vital Concept-B&B Hotels - Wanty-Groupe Gobert - Wallonie Bruxelles Équipes continentales (10)- Amore & Vita-Prodir - Canyon DHB p/b Bloor Homes - Cibel-Cebon - Differdange-Losch - Leopard - IAM Excelsior - Natura4Ever-Roubaix Lille Métropole - SwiftCarbon Pro Cycling - Tarteletto-Isorex - Wiggins |
| |

## Classements

### Classement final
| \| Classement général \| Classement général \| Classement général \| Classement général \| Classement général \| \| Coureur \| Coureur \| Pays \| Équipe \| Temps \| \| ------------------ \| ------------------ \| ------------------ \| --------------------- \| ------------------ \| \| 1er \| Florian Sénéchal \| France \| Deceuninck-Quick Step \| 4 h 38 min 20 s \| \| 2e \| Aimé De Gendt \| Belgique \| Wanty-Gobert \| + 0 s \| \| 3e \| Niki Terpstra \| Pays-Bas \| Direct Énergie \| + 0 s \| \| 4e \| Lars Boom \| Pays-Bas \| Roompot-Charles \| + 0 s \| \| 5e \| Pieter Serry \| Belgique \| Deceuninck-Quick Step \| + 1 s \| \| 6e \| Stijn Vandenbergh \| Belgique \| AG2R La Mondiale \| + 1 s \| \| 7e \| Tim Declercq \| Belgique \| Deceuninck-Quick Step \| + 6 s \| \| 8e \| Elmar Reinders \| Pays-Bas \| Roompot-Charles \| + 8 s \| \| 9e \| Jesper Asselman \| Pays-Bas \| Roompot-Charles \| + 14 s \| \| 10e \| Rémy Mertz \| Belgique \| Lotto-Soudal \| + 14 s \| |                   |          |                       |                 |
| |                   |          |                       |                 |
| Source : ProCyclingStats |                   |          |                       |                 |
| Classement général |                   |          |                       |                 |
| Coureur | Coureur           | Pays     | Équipe                | Temps           |
| 1er | Florian Sénéchal  | France   | Deceuninck-Quick Step | 4 h 38 min 20 s |
| 2e | Aimé De Gendt     | Belgique | Wanty-Gobert          | + 0 s           |
| 3e | Niki Terpstra     | Pays-Bas | Direct Énergie        | + 0 s           |
| 4e | Lars Boom         | Pays-Bas | Roompot-Charles       | + 0 s           |
| 5e | Pieter Serry      | Belgique | Deceuninck-Quick Step | + 1 s           |
| 6e | Stijn Vandenbergh | Belgique | AG2R La Mondiale      | + 1 s           |
| 7e | Tim Declercq      | Belgique | Deceuninck-Quick Step | + 6 s           |
| 8e | Elmar Reinders    | Pays-Bas | Roompot-Charles       | + 8 s           |
| 9e | Jesper Asselman   | Pays-Bas | Roompot-Charles       | + 14 s          |
| 10e | Rémy Mertz        | Belgique | Lotto-Soudal          | + 14 s          |

### UCI Europe Tour
La course attribue aux coureurs le même nombre des points pour l'UCI Europe Tour 2019 et le Classement mondial UCI.
| Position           | 1er | 2e | 3e | 4e | 5e | 6e | 7e | 8e | 9e | 10e | 11e | 12e | 13e à 15e | 16e à 25e |
| Classement général | 125 | 85 | 70 | 60 | 50 | 40 | 35 | 30 | 25 | 20  | 15  | 10  | 5         | 3         |